# Peter Struck
Peter Struck, né le 24 janvier 1943 à Göttingen et mort le 19 décembre 2012 à Berlin, est un homme politique allemand du Parti social-démocrate d'Allemagne (SPD).
Sa première élection comme député fédéral de Basse-Saxe au Bundestag remonte à 1980. Dix ans plus tard, il est choisi comme coordinateur du groupe SPD, avant d'en prendre la présidence en 2002. Il est nommé ministre fédéral de la Défense et occupe ce poste jusqu'en 2005. Le fait marquant de son mandat est l'adoption d'une loi fédérale organisant les conditions de contrôle du Bundestag et du Bundesrat sur les déploiements de la Bundeswehr. Il retrouve ensuite la présidence du groupe SPD au Bundestag, et se retire en 2009 de la vie politique. Il dirigeait de 2010 à sa mort, la Fondation Friedrich-Ebert.

## Biographie
En 1962, il obtient son Abitur et entame alors des études de droit, à Göttingen dans un premier lieu, à Berlin par la suite. Il les achève cinq ans plus tard et passe avec succès son premier examen juridique d'État. Il réussit le second en 1971.
Cette même année, il obtient son doctorat de droit et devient attaché au sein de l'administration de Hambourg ainsi que secrétaire particulier du président de l'université de Hambourg jusqu'en 1972.
Ayant travaillé au sein de l'administration des finances de Hambourg à partir de 1973, Peter Struck est admis en 1983 au barreau du tribunal de l'arrondissement d'Uelzen et du tribunal régional de Lunebourg.
Il est marié et père de trois enfants.

## Vie politique
Il adhère au Parti social-démocrate d'Allemagne (SPD) en 1964. Il est également membre du syndicat Ver.di.

### Premiers mandats et fonctions
En 1973, il obtient son premier mandat électoral comme conseiller municipal d'Uelzen. Sept ans plus tard, il est élu député fédéral au Bundestag lors des élections fédérales du 5 octobre 1980.
Il est nommé premier coordinateur parlementaire (Erster Parlamentarischer Geschäftsführer) du groupe SPD au Bundestag en 1990. Il occupe ce poste pendant huit ans.
En 1998, à la suite de l'arrivée au pouvoir des sociaux-démocrates emmenés par Gerhard Schröder lors des élections du 27 septembre, il est élu président du groupe.

### Ministre fédéral de la Défense
À la suite de la révocation de Rudolf Scharping, Peter Struck le remplace comme ministre fédéral de la Défense le 19 juillet 2002, soit trois mois avant les élections fédérales. Réélu au cours de ce scrutin, il est reconduit à son poste le 22 octobre suivant.
Au cours de son mandat, il fait notamment adopter la loi obligeant le Bundestag et le Bundesrat à donner leur aval pour le déploiement de la Bundeswehr à l'étranger. Il est également à l'origine d'un plan de modernisation de l'armée fédérale et se montre fervent défenseur de la conscription.

### Vers la retraite
Le 18 septembre 2005, la coalition rouge-verte perd les législatives anticipées, et est remplacée le 22 novembre suivant par une grande coalition. Struck retourne alors au Bundestag présider le groupe SPD. Il se ne représente pas aux élections fédérales du 27 septembre 2009 et quitte la vie politique.